# Pseudozoysia sessilis
Pseudozoysia sessilis là một loài thực vật có hoa trong họ Hòa thảo. Loài này được Chiov. miêu tả khoa học đầu tiên năm 1928.